# جائحة فيروس كورونا في مقاطعة نونثابوري 2020
تم تأكيد أن وباء الفيروس كورونا 2019-2020 وصل إلى مقاطعة نونثابوري ، تايلاند في 28 فبراير 2020. حتى 28 مارس 2020 ، هناك 68 حالة مؤكدة ، بما في ذلك حالة وفاة واحدة.
مقاطعة نونثابوري هي أيضًا موقع معهد بامراسنارادورا للأمراض المعدية ، حيث يتم حاليًا علاج عدد كبير من مرضى COVID-19 في تايلاند.

## خلفية
في 12 يناير 2020، أكدت منظمة الصحة العالمية عن ظهور فيروس كورونا المستجد كسبب للمرض التنفسي الذي أصاب مجموعة من الأشخاص في مدينة ووهان، مقاطعة خوبي، الصين، إذ أُبلغ عنهم إلى منظمة الصحة العالمية في 31 ديسمبر 2019. كانت نسبة الوفيات بين الحالات المُشخصة بكوفيد-19 أقل بكثير من جائحة فيروس سارس في عام 2003، لكن انتقال العدوى كان أكبر، والوفيات أيضًا.

## الجدول الزمني
تم الإبلاغ عن أول حالة مؤكدة في مقاطعة نونثابوري في 28 فبراير. كان المريض يبلغ من العمر 25 عامًا ، وقد عمل كمرشد سياحي وعاد مؤخرًا من كوريا الجنوبية . وقد تعافى منذ ذلك الحين وخرج من المستشفى في 11 مارس 
في 12 مارس ، أصدرت المدرسة الدولية في بانكوك في منطقة باك كريت بيانا أبلغت فيه أن جد الطالب أصيب بالفيروس. تم توضيح لاحقًا أن الجد لم يزر المدرسة أبدًا ، على الرغم من إغلاق المدرسة مؤقتًا لمدة 14 يومًا كإجراء وقائي وفقًا لتعليمات مكتب لجنة التعليم الخاص. الممثل ماثيو دين ، الذي أصيب بعد أن حضر مباراة ملاكمة في كما تم تأكيد استاد لومبيني للملاكمة في 6 مارس ليكون والد طالب في المدرسة .
أعلنت مستشفى Bang Bua Thong 2 أنها نقلت جميع المرضى المتبقين إلى مستشفيات أخرى وستوقف عمليات القبول الجديدة اعتبارًا من 16 مارس فصاعدًا ، بقصد إعادة استخدام المستشفى كمركز علاج COVID-19 استعدادًا لتدفق متوقع للمرضى الجدد في الأشهر القادمة. تشير تقديرات المستشفى إلى استيعاب حوالي 30 مريضًا بأقصى سعة . بعد الذعر بين المجتمع المحلي ، أوضح حاكم نونثابوري أنه سيتم استخدام مبنى واحد فقط كمنطقة للحجر الصحي ورفض الشائعات السابقة بأن مريض COVID-19 موجود بالفعل في المستشفى .
في 19 مارس ، أبلغت مقاطعة نونثابوري عن إجمالي تراكمي لـ 9 حالات مؤكدة ، بما في ذلك استردادان. اعتبارًا من 21 مارس ، شهدت المقاطعة ارتفاعًا في الحالات المؤكدة ، والتي تتعلق في المقام الأول بمجموعات الملاكمة في منطقة بانكوك. في 22 مارس ، تم الإعلان عن 21 حالة جديدة ، وهي أكبر زيادة ليوم واحد حتى الآن.
في 28 مارس ، تم الإبلاغ عن أول حالة وفاة مؤكدة في المقاطعة في منطقة Sai Ma الفرعية ، منطقة Mueang Nonthaburi ، في أحد نقاد Muay Thai البالغ من العمر 68 عامًا والذي تم تصنيفه كجزء من مجموعة ملعب Lumpinee Boxing. حرق جثته بعد وقت قصير من وفاته من قبل الأقارب لمنع المزيد من انتشار الفيروس. تُجرى التحقيقات على أفراد الأسرة والمعارف المقربين التي كان قد اتصل بها مؤخرًا . كشف الأطباء لاحقًا أن الشخص فشل في تقديم تفاصيل كافية عندما سعى للعلاج في البداية في 13 مارس ، وبالتالي لم يكن على دراية بتاريخ سفره إلى مستوى مرتفع - منطقة الخطر .

## الإحصاء
خطأ لوا: bad argument #1 to 'len' (string expected, got nil).

## رد الحكومة
في 19 مارس ، أعلن حاكم نونثابوري «سوشين تشايشومساك» عن إغلاق المقاطعة ، مشيرًا إلى الكثافة السكانية العالية للمقاطعة باعتبارها واحدة من اهتماماته الرئيسية. كان من المقرر إغلاق جميع المدارس ومراكز التسوق والأماكن العامة الأخرى في الفترة من 18 إلى 31 مارس ، في حين ستظل أماكن أخرى مثل ملاعب الملاكمة وساحات مصارعة الديكة مغلقة إلى أجل غير مسمى حتى تلاشى تفشي المرض. زيادة الحالات المؤكدة في 21 مارس / آذار. اعتقلت السلطات صاحب مطعم في 22 مارس / آذار لعدم امتثاله لإجراءات الإغلاق ، التي قد يواجه فيها الجناة السجن لمدة تصل إلى سنة واحدة وتغريمهم ما يصل إلى 100000 باهت .
بعد الإعلان عن مجموعة جديدة من نتائج الاختبارات الإيجابية في 23 مارس ، طلب مكتب الصحة الإقليمي في نونثابوري من أي شخص شارك في الأنشطة التالية للحجر الذاتي في المنزل لمدة 14 يومًا:
- 8-14 مارس 2020: الركاب على متن الحافلة رقم 70 من براتشا تشوين - ملعب لومبيني للملاكمة واستاد راجادامنرن
- 8-20 مارس 2020: الركاب على متن فان رقم 53 من المول - فيوتشر بارك رانجسيت
- 13 مارس 2020: المتقدمون للاختبار في جامعة راجامانغالا للتكنولوجيا سوفارنابومي
- 14 مارس 2020: حضور مراسم التكريس في وات راشثيوات ويهان ، منطقة دوسيت ، بانكوك

في 25 مارس ، تم إغلاق محطة نونثابوري سيفيك سنتر على الخط البنفسجي MRT للتطهير بعد أن أثبتت إصابة أحد العاملين بالفيروس.
فور دخول مرسوم الطوارئ حيز التنفيذ في منتصف ليلة 26 مارس / آذار ، أقامت السلطات المحلية حواجز طرق على طول الطرق في مقاطعتي باك كريت وساي نوي ، بغرض اعتراض ركاب يظهرون أعراض شبيهة بـ COVID-19 ليتم عزلها وفحصها في المستشفيات. كما تم إنشاء نقطة تفتيش للشرطة في سبعة مواقع لتنظيم حركة المرور داخل وخارج مقاطعات منطقة العاصمة بانكوك 